# Paweł Golec
Paweł Łukasz Golec (ur. 19 lutego 1975 w Żywcu) – polski muzyk popowy i jazzowy, członek Akademii Fonograficznej w ramach ZPAV, jeden z liderów grupy muzycznej Golec uOrkiestra. Brat bliźniak Łukasza Golca.

## Życiorys
Pochodzi z Milówki, miejscowości leżącej na obszarze Beskidu Żywieckiego. Jest synem Stefana i Ireny Golców. Jego ojciec grał na klarnecie w orkiestrze Milowieckiej, a matka śpiewała w chórze i tańczyła w zespole folklorystycznym. W 1989 zdał egzaminy do Państwowej Szkoły Muzycznej im. Stanisława Moniuszki w Bielsku-Białej i rozpoczął naukę gry na puzonie w klasie prof. Zdzisława Stolarczyka, którą kontynuował w Akademii Muzycznej w Katowicach w Wydziale Jazzu i Muzyki Rozrywkowej w klasie mgr. Bronisława Dużego. Na pierwszym roku studiów wraz z Grzegorzem Piotrkowskim, Marcinem Maseckim, Marcinem Murawskim, Robertem Lutym i Łukaszem Golcem założył zespół Alchemik Acoustic Jazz Sextet, który zdobył nagrody w kraju i w Europie. Niezależnie od pracy z zespołem był jednocześnie muzykiem sesyjnym, współpracując z artystami, takimi jak Mietek Szcześniak, Kayah, Paweł Kukiz, Freedom Nation, Jarosław Śmietana, Robert Amirian, Andrzej Piaseczny, Norbi, Katarzyna Groniec czy Andrzej Krzywy.
W 1998 wraz z bratem-bliźniakiem Łukaszem założył zespół Golec uOrkiestra, którego jest wokalistą i puzonistą, a także pisze teksty piosenek i komponuje. Wydali dziewięć albumów studyjnych.

## Nagrody muzyczne
- 2000: Fryderyki w kategorii „Album Roku – muzyka tradycji i źródeł” za album Golec uOrkiestra 2
- 2000: Wiktory w kategorii Odkrycie muzyczne roku.
- 2001: Superjedynki w kategorii Zespół roku.
- 2013: Laureat SuperPremiery za „Młody Maj” 50 Krajowy Festiwal Piosenki Polskiej w Opolu[4]
- 2013: Laureat SuperDebiuty Nagroda Jedynki za „Młody Maj” 50 Krajowy Festiwal Piosenki Polskiej w Opolu[5]
- 2013: Nagroda w kategorii „Artyści Bez Granic” 50 Krajowy Festiwal Piosenki Polskiej w Opolu

## Odznaczenia
- Medal Stulecia Odzyskanej Niepodległości (2022)[6].
- Odznaka Honorowa za Zasługi dla Ochrony Praw Dziecka (2019)[7]

## Życie prywatne
Gdy miał 14 lat, zmarł jego ojciec. Najmłodsza siostra ojca, Stanisława Golec ps. „Gusta”, należąca do oddziału NSZ kpt. Henryka Flamego ps. „Bartek”, została w wieku 18 lat zamordowana przez UB w Starym Grodkowie w 1946. Paweł Golec ma dwóch starszych braci: Rafała i Stanisława, oraz brata-bliźniaka, Łukasza.
6 października 2001 poślubił aktorkę Katarzynę Kułaczewską, z którą ma dwie córki: Maję (ur. 2003) i Annę (ur. 2013). Wraz z bratem Łukaszem został ambasadorem zorganizowanych w Krakowie Światowych Dni Młodzieży 2016.